# 阿纳康达-平特勒原野地区
阿纳康达-平特勒原野地区（英語：Anaconda-Pintler Wilderness）位于美国西北部、蒙大拿州西南地区，沿着阿纳康达山岭的两侧绵延40英里（64），面积近250平方英里（650平方）。该地区的北侧有蓝宝石山脉，南侧则有比格霍尔河谷，海拔在5,000英尺（1,500）到10,793英尺（3,290）之间。该原野地区位于鹿棧縣、格拉尼特縣、拉瓦利縣河比弗黑德縣内。